# Belén Estévez
María Belén Luján Carreño (Buenos Aires, 25 de septiembre de 1981), conocida por su nombre artístico Belén Estévez, es una bailarina, locutora radial y personalidad de televisión argentina que ha desarrollado la mayor parte de su carrera artística en el Perú, participando en espacios televisivos en el dicho país, especialmente en concursos de baile.

## Biografía
María Belén Luján Carreño nació el 25 de septiembre de 1981 en la capital argentina Buenos Aires.[cita requerida] Desde temprana edad, mostró su interés por el baile gracias a la colaboración de su padre, quién era bailarín. Comenzó su carrera artística en su país como vedette bajo el nombre artístico de Belén Estévez, agregando su nombre real y el apellido de su abuela materna, además de tener un rol principal en la cinta argentina Son amores en 2002.[cita requerida]
Fue en el año 2007 cuando se mudaría al Perú mientras asumía como representante para la edición especial de la versión local de Playboy, inicialmente para pasar sus vacaciones y al poco tiempo después, trabajaría como instructora de pole dance. En ese año, recibió la invitación del empresario peruano Mauricio Diez Canseco para participar en su programa cómico Astros de la risa, haciendo su debut de manera oficial como artista en el dicho país.
Fruto de su popularidad en la televisión y sin tener experiencia profesional en la danza, comienza su etapa en los programas concurso de baile, participando en el reality El gran chongo del extinto espacio de espectáculos Magaly TeVe en el año 2010 ocupando el segundo lugar. Cuando la presentadora Magaly Medina percató en la ronda final de un supuesto sabotaje de su pareja de coreografía, invitó a Estévez en su programa para exhibir su rutina de baile y entregar su placa de reconocimiento a su participación.
Tras su retiro del programa de Medina, en ese mismo año concursó en el otro formato El gran show, instruida por Tatiana Stepanova, consagrándose dos veces como bicampeona del concurso. El primero de ellos lo obtuvo en 2010, haciendo dupla en la segunda temporada con el bailarín Gian Frank Navarro. El segundo lo obtuvo en 2011 en la sexta temporada. Uno de sus logros en aquella temporada fue en obtener la calificación perfecta de «11», aplicada por primera vez por la integrante del jurado Pachi Valle-Riestra; cuya máxima nota lo obtendría también de Morella Petrozzi y Carlos Alcántara cuando realizó un trio de baile con Waldir Felipa, su entonces pareja de baile, y Navarro. Por su alto desempeño, fue convocada como profesora de baile. También se integró a la academia de baile TP Studio de Marco Antonio Reyes, además que asumió de instructora de su propia academia en Mega Plaza en 2013.
Su popularidad la permitió tomar el rol de jueza. Fue temporalmente parte del jurado de Reyes del show en 2016 y Reinas del show en 2021, ambos de El gran show. También fue parte del jurado estable del reality show peruano Los cuatro finalistas: baile el año 2018,  la secuencia Divas de Esto es guerra en 2020 (con la exconcursante de El gran show Milett Figueroa) y el segmento de baile de El reventonazo de la chola en 2022.
En 2017 obtuvo el tercer lugar en el Campeonato Mundial de Baile, un spin-off del mencionado formato televisivo.

### Otras participaciones
Estévez ingresó también como invitada de la teleserie peruana Mi amor, el wachimán en 2012 como Paloma Tirado.
Hizo su debut como locutora en el año 2019 lanzando su propio programa nocturno radial Zona sin filtro para Radio La Zona en reemplazo del extinto espacio Zona de amor, y al año siguiente el otro formato La zona de Belén por la misma emisora, teniendo una gran aceptación por los oyentes en su horario. Además, lanzó su propia marca de perfumes en el año 2022.
En junio de 2023, fue incluida al reparto de participantes de la segunda temporada del programa culinario El gran chef famosos junto a otras figuras del medio.
En 2024 Estévez fue convocada como calificadora en el programa concurso Cazadores de talentos del empresario Mauricio Diez Canseco.

## Créditos

### Televisión
| Año       | Título                          | Papel                                                  | Emisión                 | Ref.             |
| --------- | ------------------------------- | ------------------------------------------------------ | ----------------------- | ---------------- |
| 2007-2008 | Astros de la risa               | Actriz cómica                                          | Panamericana Televisión | [ 1 ] [ 7 ]      |
| 2008      | El especial del humor           | Invitada especial                                      | Frecuencia Latina       | [cita requerida] |
| 2010      | Magaly TeVe                     | Participante de la secuencia El gran chongo            | ATV                     | [ 10 ]           |
| 2010      | El gran show                    | Participante (primer lugar de la Temporada 2)          | América Televisión      | [ 12 ] [ 15 ]    |
| 2010      | El gran show                    | Participante (segundo lugar de la Temporada 3)         | América Televisión      | [cita requerida] |
| 2011      | El gran show                    | Participante (segundo lugar de la Temporada 5)         | América Televisión      | [ 31 ]           |
| 2011      | Vidas extremas: Talento peruano | Madrina                                                | ATV                     | [ 7 ]            |
| 2011      | El gran show                    | Participante (primer lugar de la Temporada 6)          | América Televisión      | [ 32 ]           |
| 2011      | Dos para las siete              | Participante de la secuencia Divas                     | América Televisión      | [ 33 ]           |
| 2012      | Mi amor, el wachimán            | Paloma Tirado                                          | América Televisión      | [ 27 ] [ 34 ]    |
| 2012      | El gran show                    | Entrenadora                                            | América Televisión      | [ 35 ]           |
| 2016      | El gran show                    | Jurado VIP                                             | América Televisión      | [ 22 ] [ 36 ]    |
| 2016      | El gran show                    | Participante retadora                                  | América Televisión      | [ 37 ]           |
| 2017      | El gran show                    | Participante (tercer lugar de la Temporada 19)         | América Televisión      | [ 38 ]           |
| 2017      | Combate                         | Invitada y jurado de secuencia de baile                | ATV                     | [ 39 ]           |
| 2018      | Los cuatro finalistas: baile    | Jurado                                                 | Latina Televisión       | [ 40 ] [ 41 ]    |
| 2020      | Esto es guerra                  | Jurado de la secuencia Divas                           | América Televisión      | [ 42 ]           |
| 2021      | Sábado con Andrés               | Invitada (secuencia El gran bailando)                  | Panamericana Televisión | [ 43 ]           |
| 2022      | Reinas del show                 | Jurado                                                 | América Televisión      | [ 44 ]           |
| 2022      | Maricucha                       | Ella misma                                             | América Televisión      | [ 45 ]           |
| 2022      | El reventonazo de la chola      | Jurado de la secuencia Reina del reventonazo superstar | América Televisión      | [ 25 ]           |
| 2023      | Préndete                        | Invitada especial                                      | Panamericana Televisión | [ 1 ]            |
| 2023      | El gran chef famosos            | Participante (Temporada 2)                             | Latina Televisión       | [ 29 ]           |

### Radio
| Año       | Título           | Papel             | Emisión            | Ref.   |
| --------- | ---------------- | ----------------- | ------------------ | ------ |
| 2017      | Splash           | Invitada especial | Radio Panamericana | [ 46 ] |
| 2019-2021 | Zona sin filtro  | Locutora          | Radio La Zona      | [ 28 ] |
| 2020      | La zona de Belén | Locutora          | Radio La Zona      | [ 28 ] |

### Cine
| Año  | Título     | Papel                           | Ref.             |
| ---- | ---------- | ------------------------------- | ---------------- |
| 2002 | Son amores | Bailarina (Única participación) | [cita requerida] |